# شعاوات
شعاوات (الاسم العلمي: Actinobacteridae) هو صنف من البكتيريا يتبع طائفة الشعاويات من شعبة البكتيريا الشعاوية.

## رتب
- شعيات